# Дом Отдыха (Тюменская область)
Дом О́тдыха — посёлок в Ишимском районе Тюменской области России. Входит в состав Клепиковского сельского поселения.

## География
Посёлок находится на правом берегу ручья Дятел, на расстоянии 12 км к югу от города Ишим, административного центра района.

### Часовой пояс
Посёлок Дом Отдыха, как и вся Тюменская область, находится в часовой зоне МСК+2. Смещение применяемого времени относительно UTC составляет +5:00.

## Население
| 2010 |
| ---- |
| 186  |

### Национальный состав
Согласно результатам переписи 2002 года, в национальной структуре населения русские составляли 95 % из 226 чел.